# Enrico Audenino
Enrico Audenino (Torino, 10 agosto 1981) è un regista e sceneggiatore italiano, vincitore del Nastro d'argento al migliore soggetto nel 2021 e nel 2025.

## Biografia
La sua attività principale riguarda la scrittura di soggetti e sceneggiature, cinematografiche e televisive. Nel 2022 Sky ha annunciato una nuova serie originale intitolata Un Amore, creata da Enrico Audenino con Stefano Accorsi e prodotta da Sky Studios e Cattleya.

## Filmografia

### Regista
- Maicol Jecson (2014)

### Sceneggiatore

#### Cinema
- Maicol Jecson, regia di Enrico Audenino e Francesco Calabrese (2014)
- Ride, regia di Valerio Mastandrea (2018)
- Padrenostro, regia di Claudio Noce (2020)
- Nonostante, regia di Valerio Mastandrea (2024)

#### Televisione
- Maggie & Bianca: Fashion Friends (2016-2017)
- Il processo (2019)
- Gomorra - La serie (2019)
- Petra (2020)
- Summertime (2020)
- Christian (2022)
- Un amore (2024)

## Premi e riconoscimenti
- 2021 - Nastro d'argento[4]

Migliore soggetto - Padrenostro
- 2025 - Nastro d’argento

Migliore soggetto - Nonostante